# Церква святих верховних апостолів Петра і Павла (Лапшин)
Церква святих верховних апостолів Петра і Павла в Лапшині — парафія і храм греко-католицької громади Бережанського деканату Тернопільсько-Зборівської архієпархії Української греко-католицької церкви в селі Лапшин Тернопільського району Тернопільської области.

## Історія церкви
Парафія була утворена 6 червня 1994 року. Урочисте освячення наріжного каменя під будівництво храму відбулося 12 липня 1995 року. Церкву освятив о. Іван Хрептак 12 липня 2001 року.
Архітектором храму став Василь Зорик.
Серед жертводавців були М. Івашків, Г. Лешук та багато інших. Будівельну бригаду очолював добродій Баран із с. Гиновичі. Штукатурні та оздоблювальні роботи виконав Василь Чикота, а покрівельні — Іван Возняк із Лапшина.
Автор іконостасу — Р. Забанжала, а у 2012 році ікони на ньому розписав В. Рокецький.
На початку 1990-х років громада віруючих хутора Малинівка належала до парафії с. Лапшин. При парафії діє спільнота «Почитателі Найсвятішого Серця Христового».
На території парафії встановлено хрест на подвір'ї церкви та фігуру святого Яна.

## Парохи
- о. Петро Половко (до 2001),
- о. 3. Афінець,
- о. 3. Багрій,
- о. М. Габоряк,
- о. Р. Корнят,
- о. О. Дідух (2009—2011),
- о. Василь Мартинців (з 2011).